# John Bruton
John Gerard Bruton (em irlandês, Seán de Briotún, 18 de maio de 1947 – Dublin, 6 de fevereiro de 2024) foi um advogado e político irlandês, que serviu como chefe de governo (taoiseach) do seu país entre 1994 e 1997. Ocupou diversos cargos no governo, incluindo os de Ministro das Finanças (1981-1982 e 1986-1987), e Ministro da Indústria, Comércio e Turismo (1983-1986).
Foi embaixador da União Europeia nos Estados Unidos entre 2004 e 2009.

## Morte
Bruton morreu em 6 de fevereiro de 2024, aos 76 anos, no Mater Private Hospital em Dublin.